# DJ Bijal
DJ Bijal (auch Mr. Everywhere und Wally West) (* in Surat, Gujarat, Indien) ist ein indischer Radio- und Mixtape-DJ.
DJ Bijal ist in Indien geboren. Noch als Kleinkind ist er in die USA gezogen. 1999 begann er mit dem Verkauf von Mixtapes. Zunächst hatte er Auftritte in Clubs in Philadelphia und New York City. DJ Bijal studierte an der Long Island University. Während seines Studiums bekam er seinen ersten wöchentlichen Gig im Club Exit in New York City. Im Herbst 2005 tituliert ihn das Ave Magazine zum DJ Clue des indischen Musikmarktes.
Er moderiert die Radiosendung Everywhere Radio in der schon unter anderem Gäste wie Nicki Minaj, Jay Sean, Twista, Ryan Leslie und Colby O’Donis aufgetreten sind. Die Sendung wird von über 13 Radiostationen weltweit (z. B. in den USA, Kanada, Vereinigtem Königreich, Frankreich, Griechenland, Niederlanden und den Jungferninseln) ausgestrahlt. Darunter Sender wie der Sirius Satellite Radio. Weiterhin hat er mehrere Mix-Tapes mit Bekanntheiten wie Akon, Ne-Yo, Ryan Leslie, G Unit, Mike Jones und David Banner veröffentlicht. Die Mix-Tapes wie auch die Radioshow sind zusätzlich als Podcast im iTunes Store erhältlich.
2005 wurde er als Top DJ von MTV bezeichnet. Im Folgejahr 2006 war DJ Bijal der offizielle DJ für die MTV Awards Party. Für 2011/2012 plant DJ Bijal die Eröffnung des 75-Zimmer-Hotels Hotel BPM in Brooklyn.
Im Februar 2004 schloss sich DJ Bijal mit DJ Kurupt zusammen um das Team Jedi zu gründen. Das Team wurde von MTV als die DJs von 2004 ausgezeichnet. Mittlerweile besteht das Team weiterhin aus DJ Spinderella Preiiset (Deidre Roper von Salt ’n’ Pepa), Paul Michael (Reggae Legen) und DJ Rob.

## Diskographie (Auszug)
Solo
- 2001: Soul Flava 2000
- 2006: We Wild'n Out: The Mixtape - DJ Bijal & Rasika Mathur
- 2006: Love Potion Vol. 2 - DJ Bijal & Ne-Yo mixtape CD
- 2006: Slow Jams - I Love You - mixtape CD
- 2006: Love Potion Vol. 3 - DJ Bijal & Black Buddafly mixtape CD
- 2007: Love Potion Vol. 4 - mixtape CD

Team Jedi
- 2004: Team Jedi - Volume II, AV8
- 2008: Pilot Sessions, Phantom Sound & Vision